# Sobělice
Sobělice je vesnice, část obce Rataje v okrese Kroměříž. Nachází se asi 1 km na sever od Rataj a 3 km jihozápadně od Kroměříže. Je zde evidováno 84 adres. Trvale zde žije 146 obyvatel.
Sobělice je také název katastrálního území o rozloze 1,41 km2.
V obci se nachází kaple svatého Bonaventury z roku 1975.[zdroj?]

## Obyvatelstvo

### Struktura
Vývoj počtu obyvatel za celou obec i za jeho jednotlivé části uvádí tabulka níže, ve které se zobrazuje i příslušnost jednotlivých částí k obci či následné odtržení.
| Místní části   | Místní části  | 1869 | 1880 | 1890 | 1900 | 1910 | 1921 | 1930 | 1950 | 1961 | 1970 | 1980 | 1991 | 2001 | 2011 |
| -------------- | ------------- | ---- | ---- | ---- | ---- | ---- | ---- | ---- | ---- | ---- | ---- | ---- | ---- | ---- | ---- |
| Počet obyvatel | část Sobělice | 200  | 230  | 205  | 208  | 222  | 236  | 249  | 239  | 232  | 215  | 176  | 133  | 146  | 209  |
| Počet domů     | část Sobělice | 47   | 49   | 49   | 47   | 49   | 48   | 57   | 58   | -    | 59   | 54   | 57   | 56   | 77   |